# Армянские царские династии
- Хайкиды (Хайказуни) (легендарная)
- Ервандиды (Ервандуни) — 331 до н. э. — 200 до н. э.
- Арташесиды (Арташесян) — 189 до н. э. — 63 н.э.
- Аршакиды (Аршакуни) — 63 н. э.—884 н.э.[1]
- Багратиды (Багратуни) — 884—1045[2]
- Рубениды (Рубенян) — 1045 н.э—1219
- Хетумиды (Хетумян) — 1219 н. э.—1342
- Лузиньяны — 1343—1375

Кроме них в Армении в разное время существовали и локальные царства (и правящие династии), например, такие, как Васпураканское, Сюникское, Ванандское и другие. Однако, в отличие от них, только представители вышеуказанных династий носили титул «царя Армении» или аналогичные титулы всеармянских монархов (например, древневосточный титул — «царь царей»).